# کنفرانسون
کنفرانسون (به فرانسوی: Confrançon) یک کمون (فرانسه) در فرانسه است که در ان (اوورنی-رون-آلپ) واقع شده‌است. کنفرانسون ۱۸٫۱۷ کیلومتر مربع مساحت دارد.